# Anna von Haebler
Anna von Haebler (* 22. Mai 1987 in Göttingen) ist eine deutsche Schauspielerin.

## Leben
Anna von Haebler studierte von 2007 bis 2011 Schauspiel an der Universität der Künste Berlin. Im Anschluss daran war sie für zwei Spielzeiten dem Theater Osnabrück verpflichtet. Es folgten Theaterproduktionen am Theater Bonn und am Berliner Ensemble, wo sie in der Faust-Inszenierung von Robert Wilson als Gott und Helena zu sehen war und als Thérèse Magneau in Roger Vitracs absurder Boulevardkomödie Victor oder Die Kinder an der Macht (R: Nicolas Charaux).
Außerdem arbeitet Anna von Haebler regelmäßig mit dem Kollektiv „Prinzip Gonzo“ zusammen.
Ihr Filmdebüt gab sie in dem Schweizer Kinofilm Halb So Wild (R: Jeshua Dreyfus). Es folgten Rollen u. a. im Tatort Köln, Club der roten Bänder, Der Bergdoktor sowie in den Kinofilmen Stalingrad (R: Fjodor Bondartschuk), Boy 7 (R: Özgür Yildirim) und Der Staat gegen Fritz Bauer (R: Lars Kraume).
Von 2018 bis 2024 spielte sie mit einer kurzen Unterbrechung (Mutterschutz der Rolle) die Rolle der Kriminalhauptkommissarin Lena Testorp in der Serie SOKO Hamburg.

## Privates
Anna von Haebler wohnt mit ihrem Lebenspartner (ebenfalls Schauspieler) und ihrer Tochter (* 2012) in Berlin.

## Filmografie (Auswahl)
- 2013: Stalingrad (Kinofilm)
- 2014: Der letzte Bulle (Fernsehserie, Folge Es bleibt in der Familie)
- 2015: SOKO Wismar (Fernsehserie, Folge Dolce Vita)
- 2015: Boy 7 (Kinofilm)
- 2015: Der Staat gegen Fritz Bauer (Kinofilm)
- 2015: Club der roten Bänder (Fernsehserie, 7 Episoden)
- 2015: Tatort – Benutzt (Fernsehreihe)
- 2016: In aller Freundschaft – Die jungen Ärzte (Fernsehserie, Folge Aus der Balance)
- 2016: Herzensbrecher – Vater von vier Söhnen (Fernsehserie, Folge Preis der Liebe)
- 2017: Heldt (Fernsehserie, Folge Der Putzteufel)
- 2017: Inga Lindström – Kochbuch der Liebe (Fernsehreihe)
- 2017: Vadder, Kutter, Sohn (Fernsehfilm)
- 2017: Alarm für Cobra 11 – Die Autobahnpolizei (Fernsehserie, Folge Preis der Freundschaft)
- 2018: Der Bergdoktor (Fernsehserie, Folge Wunschträume)
- 2018–2024: SOKO Hamburg (Fernsehserie, 58 Folgen)
- 2019: Club der roten Bänder – Wie alles begann (Kinofilm)
- 2019: Inga Lindström – Heimkehr (Fernsehreihe)
- 2019: Morden im Norden (Fernsehserie, Folge Aus Liebe)
- 2019:  Kroymann (Satiresendung, 1 Folge)
- 2021: In aller Freundschaft – Die jungen Ärzte (Fernsehserie, Folge Hindernisse)
- 2021: Die Diplomatin – Mord in St. Petersburg
- 2022: Die Kanzlei (Fernsehserie, Folge Ohne Heimat)
- 2023: Zwei Welten (Kurzfilm)
- 2025: Unter anderen Umständen: Die einzige Zeugin
- 2025: Tatort: Borowski und das Haupt der Medusa